# سابامير
سابامير (بالهولندية: Sappemeer) هي قرية في مقاطعة خرونينغن الهولندية، تقع في بلدية هوخازاند-سابامير شرق مدينة هوخزاند.
كانت سابامير بلدية منفصلة حتى سنة 1949 عندما اندمجت مع هوخزاند. يوجد بالقرية المقر العام للشركة اليابانية كيكومان التي أسست سنة 1997 وتنتج الآن أكثر من 400 مليون لترا من صلصة الصويا سنويا في هذا المقر.
ولدت عالمة الفيزياء الهولندية أليتا جاكوبس في القرية.
توجد بالقرية محطة قطار «سابامير أوست».